# Carlo Tani
Carlo Tani (Roma, 11 ottobre 1936 – 3 gennaio 1999) è stato un politico italiano.

## Biografia
Dirigente dell'Amministrazione provinciale di Roma. Esponente della Democrazia Cristiana, viene candidato al Senato alle elezioni del 1987 risultando il primo dei non eletti; entra poi a Palazzo Madama il 22 aprile 1988 dopo la morte in un attentato del collega Roberto Ruffilli; viene rieletto sempre al Senato nel 1992. Alle elezioni politiche del 1994 è candidato dal centrodestra nel collegio uninominale del Senato di Roma Collatino, ottenendo il 37,1% dei voti, senza risultare eletto.
Nel 1997 è candidato alla presidenza della 3ª Circoscrizione di Roma per il centrodestra, ottenendo il 41% e venendo sconfitto. Dall'autunno 1998 è nominato assessore alla provincia di Roma nella giunta di centrodestra di Silvano Moffa. Muore poche settimane più tardi, il 3 gennaio 1999, all'età di 62 anni.